# Juliusz-Słowacki-Theater
Das Słowacki-Theater (polnisch Teatr im. Juliusza Słowackiego) ist ein Theaterbauwerk für Oper und Schauspiel in der kleinpolnischen Stadt Krakau. 

## Lage
Das Theater befindet sich im Norden der Krakauer Altstadt auf dem Heilig-Geist-Platz an dem Park Planty. Der Haupteingang des Theaters befindet sich auf der Westseite des Baus.

## Geschichte
An der Stelle des Theaters stand im 14. Jahrhundert das Heilig-Geist-Kloster, das 1783 säkularisiert wurde. Die Heilig-Geist-Kirche wurde 1892 abgerissen. Geblieben ist die an das Theater angrenzende gotische Heilig-Kreuz-Kirche. 1886 wurde beschlossen, ein Theater anstelle des Klosters zu bauen. Das Theater wurde von 1891 bis 1893 nach den Plänen von Jan Zawiejski im eklektischen Stil errichtet und 1909 nach dem polnischen Dichter Juliusz Słowacki benannt. Die Uraufführung fand am 11. September 1893 statt, es wurden Stücke von Słowacki, Aleksander Fredro und Adam Mickiewicz gespielt. Während des Zweiten Weltkriegs wurden deutsche Stücke aufgeführt.